# Morrowville
Morrowville – miasto w Stanach Zjednoczonych, w stanie Kansas, w hrabstwie Washington.